# Nico Mirallegro
Nico Cristian Mirallegro (Mánchester, 26 de enero de 1991) es un actor británico, más conocido por haber interpretado a Barry Newton en la serie Hollyoaks y por dar vida a Finn Nelson en la serie My Mad Fat Diary.

## Carrera
Apareció en la serie para la web, LOL donde interpretó a Cam Spencer.
El 22 de octubre de 2007 se unió al elenco principal de la serie Hollyoaks donde interpretó al joven emo Barry "Newt" Newton, el hijo adoptivo de Jack y Frankie Osbone hasta el 22 de junio de 2010, después de que su personaje decidiera mudarse a Escocia con su madre y su hermano menor.
En el 2010 apareció en el cortometraje Six Minutes of Freedom en donde interpretó al joven problemático Chris, quien se entrena para convertirse en un boxeador. Ese mismo año apareció en la serie Moving On donde interpretó a Jamie, un joven gay que sufre de bullying debido a su orientación sexual.
También apareció en varios episodios de la serie Doctors donde dio vida al estudiante de intercambio italiano Giovanni Mannasorri, quien llega a Letherbridge para estudiar la universidad. También se unió al elenco de la serie Upstairs Downstairs donde interpretó a Johnny Proude, hasta 2012. Johnny es un joven lacayo que asume una posición en el servicio militar para escapar de la pobreza de la ciudad minera del norte de donde nació.
En el 2011 apareció en la película McQueen donde interpretó a Sam, un joven judío. También apareció en la serie The Body Farm donde dio vida a Sam Villiers, un joven gay adicto a la heroína que se vuelve en el testigo clave del asesinato central de la historia.
Ese mismo año apareció en el thriller psicológico Exile donde interpretó a Tom Ronstadt de joven, el actor John Simm interpretó a Tom de adulto. 
Se unió al elenco de Spike Island en el 2012, junto a Elliott Tittensor y la actriz Emilia Clarke. La película se estrenó en junio de 2013.
En el 2013 se unió al elenco de la serie My Mad Fat Diary. Ese mismo año se unió al elenco de la serie The Village donde da vida a Joe Middleton, el hijo mayor de John Middleton (John Simm) y Grace Middleton (Maxine Peake).

## Filmografía

### Series de televisión
| Año         | Título                | Personaje           | Notas                         |
| ----------- | --------------------- | ------------------- | ----------------------------- |
| 2023        | Spy/Master            | John Miller         | 3 episodios - miniserie       |
| 2016        | Rillington Place      | Tim Evans           | 3 episodios - miniserie       |
| 2013 - 2015 | My Mad Fat Diary      | Finn Nelson         | 16 episodios                  |
|             |                       |                     |                               |
| 2013 - 2014 | The Village           | Joe Middleton       | 5 episodios                   |
| 2012        | Last Tango in Halifax | Joven Alan          | episodio # 1.6                |
| 2010 - 2012 | Upstairs, Downstairs  | Johnny Proude       | 8 episodios                   |
| 2011        | The Body Farm         | Sam Villiers        | episodio # 1.2                |
| 2011        | Exile                 | Joven Tom           | 3 episodios                   |
| 2010        | Moving On             | Jamie               | episodio "Losing My Religion" |
| 2010        | Doctors               | Giovanni Mannasori  | 7 episodios                   |
| 2007 - 2010 | Hollyoaks             | Barry "Newt" Newton | 220 episodios                 |
| -           | LAL                   | Cam Spencer         | 20 episodios                  |
|             |                       |                     |                               |

### Películas
| Año  | Título                 | Personaje     | Notas |
| ---- | ---------------------- | ------------- | --- |
| 2018 | Peterloo               | -             | junto a David Bamber, Alastair Mackenzie, Rory Kinnear, Maxine Peake, Pearce Quigley, Tim Mclnnerny, Dorothy Duffy, Philip Jackson |
| 2016 | The Habit of Beauty    | Ian           | junto a Francesca Neri, Vincenzo Amato, Noel Clarke y Nick Moran                                                                   |
| 2015 | Virtuoso               | -             | junto a Freya Mavor, Alex Lawther, François Civil, Conrad Khan, Peter Macdissi y Lindsay Farris                                    |
| 2014 | Billy                  | -             | junto a Ian Virgo, Ricky Whittle y Frank Harper                                                                                    |
| 2014 | Anita B.               | -             | junto a Robert Sheehan, Andrea Osvárt, Antonio Cupo y Eline Powell                                                                 |
| 2014 | Cold Comfort           | Paul          | corto - junto a Leila Mimmack y Joy McBrinn                                                                                        |
| 2013 | Common                 | Johnjo O'Shea | junto a Jack McMullen, Jodhi May, Andrew Tiernan, Robert Pugh, Susan Lynch y Daniel Mays                                           |
| 2012 | Spike Island           | Dodge         | junto a Emilia Clarke, Rob James-Collier, Matthew McNulty y Lesley Manville                                                        |
| 2011 | McQueen                | Sam           | junto a Lee Battle y Tina O'Brien                                                                                                  |
| 2010 | Six Minutes of Freedom | Chris         | corto - junto a su hermana Claudia Mirallegro y Miles Higson                                                                       |

## Premios y nominaciones
| Año  | Categoría                                         | Premio             | Serie       | Resultado |
| ---- | ------------------------------------------------- | ------------------ | ----------- | --------- |
| 2009 | Best On-Screen Partnership (junto a Marc Silcock) | British Soap Award | Hollyoaks   | Nominados |
| 2008 | Best Newcomer                                     | British Soap Award | Hollyoaks   | Nominado  |
| 2014 | Mejor actor de reparto                            | BAFTA              | The Village | Nominado  |